# Włodzimierz Kozakiewicz
Włodzimierz Kozakiewicz ps. „Barry” (ur. 22 listopada 1911 w Ciechanowie, syn Nikodema i Franciszki z domu Cytowska, zm. 11 marca 1954 w Piasecznie) – żołnierz AK, szef żandarmerii Grupy Północ AK podczas powstania warszawskiego, w okresie powojennym szef Oddziału IV Pogotowia Akcji Specjalnej Komendy Głównej Narodowego Zjednoczenia Wojskowego, ps. „Barry”, „Bary”, „Bari”.

## Życiorys
O jego losach sprzed wojny wiadomo niewiele. Według niepotwierdzonych relacji Leonarda Mroczka, żołnierza Oddziału „Barry”, W. Kozakiewicz służył w Ciechanowie w 11 pułku Ułanów Legionowych w stopniu porucznika. Z kolei mjr Mieczysław Chyżyński ps. „Pełka” napisał w liście do gen. Michała Roli-Żymierskiego z 19 czerwca 1947 r., że W. Kozakiewicz to były plutonowy ochotniczej straży ogniowej. Natomiast płk Stanisław Klepacz ps. „Jesion” w czasie walk na Starym Mieście rozpoznał w W. Kozakiewiczu swojego przedwojennego wachmistrza.
W okresie okupacji niemieckiej był dowódcą straży przemysłowej w fabryce papieru w Mirkowie, a jednocześnie, od 1943 służył w Państwowym Korpusie Bezpieczeństwa. Miał do niego przejść z Korpusu Zachodniego. Był dowódcą kompanii rezerwy Obwodu Warszawa Północ PKB. Na początku 1944 r. objął dowództwo baonu szturmowego „Wkra” Komendy PKB m.st. Warszawy.
1 sierpnia tego roku, czyli pierwszego dnia powstania warszawskiego został mianowany nadkomisarzem. Stanął na czele nazwanego od swojego pseudonimu Oddziału „Barry”, który pełnił rolę żandarmerii powstańczej. Tego dnia jego oddział brał udział w zdobyciu Ratusza, komisariatów policji granatowej przy ul. Daniłowiczowskiej i Długiej oraz Centralnego Aresztu Śledczego przy ul. Daniłowiczowskiej. W następnych dniach uczestniczył w walkach o Bank Polski, Pałac Blanka, Polską Wytwórnię Papierów Wartościowych, szkołę przy ul. Rybaki, magazyny na Stawkach. 6 sierpnia W. Kozakiewicz przeniósł swoją siedzibę z Ratusza do kościoła garnizonowego przy ul. Długiej, a stamtąd do gmachu Sądu Apelacyjnego przy ul. Krasińskich. 9 sierpnia został mianowany szefem żandarmerii Grupy Północ AK. Około 20 sierpnia rozkazem dowódcy Grupy Północ AK, płk. Karola Ziemskiego ps. „Wachnowski” awansowano go do stopnia majora. Od 29 sierpnia jego oddział sprawował nadzór i ochraniał ewakuację kanałami sił powstańczych i ludności cywilnej na Starówkę.  W ostatnich dniach obrony Starówki organizował i ochraniał ewakuację kanałami. 31 sierpnia na czele swojego oddziału ewakuował się kanałami do Śródmieścia, gdzie następnie walczył w rejonie ulic: Zielnej, Złotej, Brackiej, Zgoda i Świętokrzyskiej. Jego działalność w okresie ewakuacji ze Starówki wzbudzała kontrowersje, wielu dowódców i żołnierzy uważało zachowanie jego i jego podkomendnych za brutalne. Dotyczyło to zwłaszcza okresu po 27/28 sierpnia, gdy ze Starego Miasta samowolnie ewakuowały się oddziały Armii Ludowej. Bernard Ber Mark niesłusznie przypisywał mu mordowanie komunistów i Żydów. Po powstaniu przebywał w oflagu.
Był pierwszym komendantem Pogotowia Akcji Specjalnej NZW. W kwietniu tego roku został aresztowany przez NKWD i osadzony w obozie w Rembertowie. Po akcji podziemia niepodległościowego rozbicia tego obozu ukrywał się, nie podejmując już działalności konspiracyjnej. Prawdopodobnie w 1947 r. został ponownie aresztowany przez UB. Zmarł wkrótce po wyjściu na wolność. Został pochowany na cmentarzu parafialnym (starym) przy ulicy Kościuszki w Piasecznie – Sektor VII, rząd 1, grób 3.